# Ambrose Ransom Wright

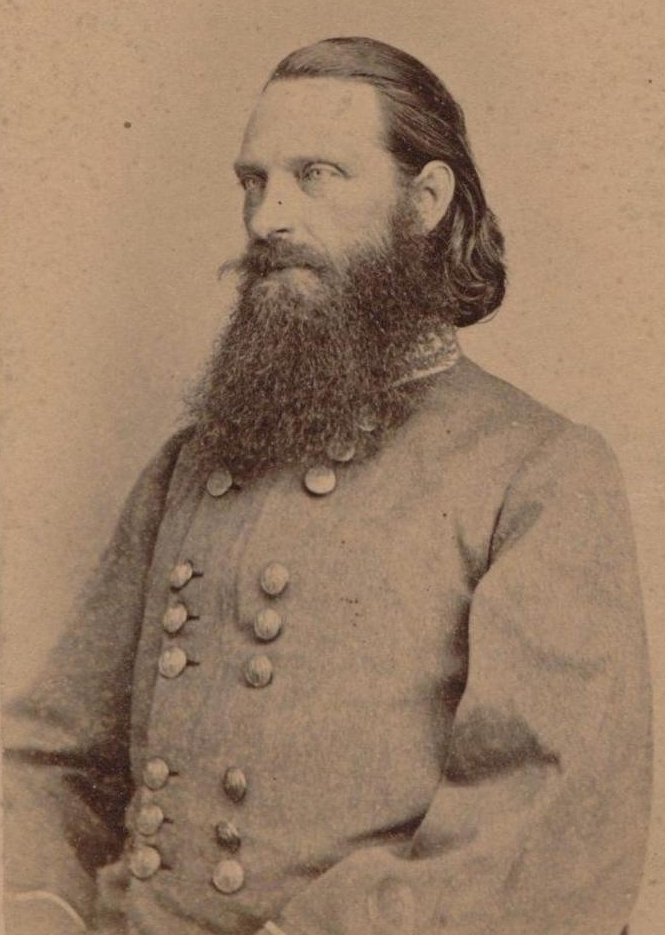
Ambrose Ransom Wright

Ambrose Ransom Wright (* 26. April 1826 in Louisville (Georgia), Jefferson County; † 21. Dezember 1872 in Augusta, Georgia) war ein amerikanischer Politiker und während des Sezessionskrieges Generalmajor der konföderierten Streitkräfte.

## Leben
A. R. Wright wurde 1826 als Sohn von Ambrose Ransom Wright sen. (1784–1850) und der Sarah Hammond in Jefferson County geboren. Mit 14 Jahren begann er 1840 im Büro von Herschel Johnson Jura zu lernen. Mit etwa siebzehn Jahren heiratete er Mary Hubbel Savage (* 28. Dezember 1825), eine Halbschwester von Johnsons Frau Anne Polk, die ihm mehrere Kinder William Ambrose (1844–1929) und Ellen Gabert (1848–1897) schenkte, aber am 23. Juni 1854 bei einer weiteren Geburt in Richmond County verstarb. Ambrose Wright heiratete am 3. September 1857 in zweiter Ehe Mrs. Caroline Couper Hazlehurst Huger (1838–1923), welche ihm die Kinder Malvern Hill (* 1862) und Robert (* 1864) gebar.
Wright arbeitete als Farmer, während er sein Jurastudium fortsetzte, und eröffnete dann eine Anwaltskanzlei in Dooly County. Innerhalb kurzer Zeit kehrte er nach Jefferson County zurück, wo seine Kanzlei in Louisville florierte. Im zivilen Leben etabliert, trat Wright in die Politik ein. Er kandidierte 1851 als Demokrat für den Landtag, wurde aber knapp geschlagen. Als Wähler der Know-Nothing Party des Ex-Präsidenten Millard Fillmore im Jahr 1856 überrumpelte er den Staat für seinen Kandidaten und erwarb sich den Ruf eines eloquenten Redners.
Bei den Sonderwahlen von 1859 für den Kongress der Vereinigten Staaten kandidierte Ambrose Wright als unabhängiger Demokrat, verlor aber gegen den offiziellen Kandidaten der Demokratischen Partei. Während des Präsidentschaftswahlkampfs von 1860 unterstützte Wright den Kandidaten der Constitutional Union, John Bell. Im selben Jahr zog er nach Augusta und ging eine Partnerschaft mit der Anwaltskanzlei von William Gibson ein. Nachdem Georgia im Januar der Konföderation beigetreten war, wurde er zum Kommissar von Maryland ernannt, um diesen Staat zur Sezession zu ermutigen. Als er bei diesem Unterfangen keinen Erfolg hatte, kehrte er im April 1861 nach Augusta zurück, um sich als Gefreiter in der konföderierten Armee zu melden.
Zu Beginn des Bürgerkriegs trat Wright als Soldat in die Miliz von Georgia ein und wurde am 18. Mai 1861 zum Colonel der 3. Georgia-Infanterie ernannt. Er diente bis zum Sommer 1862 in North Carolina und Georgia und errang im April 1862 einen Sieg in der Schlacht von South Mills. Im Mai 1862 marschierte General Wright mit seinem Regiment nach Virginia und kämpfte als Teil der Brigade von General Albert G. Blanchard in der Schlacht von Seven Pines. Blanchard wurde wegen seiner schlechten Führung aus dem Kommando entfernt und durch Wright ersetzt, der gleichzeitig zum Brigadegeneral befördert wurde.
Wrights Truppen kämpften mit der Army of Northern Virginia in der Sieben-Tage-Schlacht bis zur Belagerung von Petersburg mit bemerkenswerten Erfolgen. Wright wurde 1862 sowohl in der Schlacht von Antietam und 1863 bei Chancellorsville verwundet.
In der Schlacht von Gettysburg war die Brigade von Wright, Teil der Division von Generalmajor Richard H. Anderson im 3. Korps von Generalleutnant A.P. Hill. Am 2. Juli 1863 durchbrach sie die Verteidigung der Union auf Cemetery Ridge und erbeutete 20 Artilleriegeschütze, bevor sie aufgrund mangelnder Unterstützung zum Rückzug gezwungen wurden.
Im Herbst 1863 wurde Wright in den Senat von Georgia gewählt und während der Sitzung zum Präsidenten dieses Gremiums gewählt. Wrights Brigade blieb im darauffolgenden Bristoe- und Mine-Run-Feldzug von 1863 sowie im Überland-Feldzug von 1864 weiterhin Teil der Division Anderson. Er kehrte im Februar 1864 nach Virginia zurück und blieb bis zum Sommer an der Front.
Am 26. November 1864 wurde Wright befristet zum Generalmajor ernannt, um in Erwartung der Annäherung von Unionsgeneral William T. Sherman das Kommando in Augusta zu übernehmen. Während dem Marsch zum Meer im Jahr 1864 war der Gouverneur von Georgia, Joseph E. Brown, gezwungen, die Landeshauptstadt Milledgeville zu evakuieren. Am 21. November teilte Wright dem Gouverneur mit, dass er unter Nutzung seiner Autorität als Präsident des Senats seinen Befehl geändert und das Kommando über die Miliz östlich des Oconee River übernommen habe. Brown wies Wrights Anordnung schnell als verfassungswidrige Usurpation seiner Gouverneursgewalt zurück. In den letzten Phase des Krieges befehligte Wright die Truppen in Georgia im Raum Savannah und South Carolina. Am 1. Mai 1865 half er, in Augusta einen Mob von auf Bewährung entlassenen konföderierten Soldaten daran zu hindern, Geschäfte zu plündern.
Nach dem Krieg eröffnete Wright im Frühjahr 1866 zusammen mit William Gibson seine alte Anwaltskanzlei und wurde Teilhaber und Herausgeber der Zeitung Augusta Chronicle and Sentinel. Wright’s Chronicle unterstützte die liberale Wiederaufbaupolitik des US-Präsidenten Andrew Johnson, trat jedoch an vorderster Front bei der Verurteilung des radikalrepublikanischen Programms, das 1867 vom Republikanischen Kongress eingeführt wurde. Das Programm wurde in Augusta von republikanischen Anhängern umgesetzt, von denen einige Wrights persönliche Feinde waren. Wright war dafür bekannt, in seinen persönlichen Entscheidungen ungestüm und kämpferisch zu sein, nachdem er einmal öffentlich einen anderen Augusta-Redakteur ausgepeitscht hatte, der ihn beleidigt hatte. Wright wurde auch beschuldigt, den Ku-Klux-Klan unterstützt zu haben, was er ursprünglich tat, obwohl es keine Beweise dafür gibt, dass er jemals Mitglied geworden war. Wrights Zeitung war 1872 maßgeblich an der Wiederherstellung der demokratischen Herrschaft in Georgia beteiligt. Wright wurde im gleichen Jahr als „New Departure“-Demokrat in den Kongress gewählt, erkrankte jedoch nach der Wahl. Er starb am 21. Dezember 1872 im Alter von 46 Jahren in Augusta und wurde auf dem Magnolia Cemetery in Richmond County, beigesetzt.